# Île Benjamin
Pour les articles homonymes, voir Benjamin.
L’île Benjamin est une île de l'océan Pacifique située au nord de l'archipel des Chonos, au Chili. Sa superficie est de 618 km2, ce qui fait d'elle la 22e plus grande du Chili.
Cette grande île, en forme de trapèze, mesure 23 milles d'est en ouest et 10 milles du nord au sud. Au nord, l'île est entourée par les eaux du canal King, à l'est par celle du canal Pérez Sur, au sud par le canal Bynon et à l'ouest par le canal Memory.
L'île est montagneuse. Dans sa partie nord se trouvent trois sommets de 731, 752 et 792 mètres d'altitude. Dans sa partie orientale se trouve le point culminant de l'île (923 mètres) alors qu'en son centre, une petite chaîne de montagne comprend trois sommets de 752, 883 et 487 mètres d'altitude.
Ses côtes sont escarpées, au nord-ouest de l'île le petit port de puerto Róbalo permet un accès par la mer.